# Vedskølle (Køge Kommune-Stevns Kommune)
 For alternative betydninger, se Vedskølle. (Se også artikler, som begynder med Vedskølle)
Vedskølle er en landsby på Østsjælland med 266 indbyggere  (2024), deraf 261 indbyggere i Køge Kommune og 5 i Stevns Kommune. Vedskølle er beliggende i Herfølge Sogn tre kilometer øst for Herfølge og seks kilometer syd for Køge. Byen tilhører Region Sjælland.
Vallø Station ligger i den østlige udkant af Vedskølle, lige øst for kommunegrænsen til Stevns Kommune.
Landsbyens lokale virksomhed, saftproducenten Agrana Juice, var i juli 2008 ansvarlig for en omfattende forurening af Vedskølle Å, idet der ved et uheld blev udledt store mængder solbærsaft i åen, som førte til massiv fiskedød. 